# Беслан
Беслан је град у руској републици Северној Осетији. Године 2010. Беслан је имао 36.728 становника, што га чини трећим градом по величини Северне Осетије послије Владикавказа и Моздока.
Град су 1847. године основали становници придошли из различитих делова Осетије под именом Бесланикау. Од четрдесетих година двадесетог вијека, град има индустријски и пољопривредни значај.
Познат је у свету након 1. септембра 2004. године, када су чеченски терористи заузели једну бесланску основну школу са више од хиљаду таоца. Талачка криза завршила се трагично 3. септембра са 331 погинулим (види Талачка криза у Беслану).

## Становништво
Према прелиминарним подацима са пописа, у граду је 2010. живело становника, (%) више него 2002.
| 1939. | 1959.  | 1970.  | 1979.  | 1989.  | 2002.  | 2010.  |
| ----- | ------ | ------ | ------ | ------ | ------ | ------ |
| 7.586 | 19.385 | 26.893 | 29.879 | 32.469 | 35.550 | 36.728 |